# Чулицкая, Лидия Ивановна
Ли́дия Ива́новна Чули́цкая (ур. Тихе́ева) (7 (19) октября 1868, Ковно — 2 августа 1938, Ленинград), известна также, как Чули́цкая-Тихе́ева — российский, советский педиатр, гигиенист, педагог, профессор. Заведующая отделением и кафедрой педологии раннего детского возраста Ленинградского научно-практического Института охраны материнства и младенчества (с 1935 года — педиатрического медицинского института). Профессор кафедры соматической педологии Института физического образования имени П. Ф. Лесгафта.

## Биография
Родилась 7 (19) октября 1868 года в семье Ивана Ивановича Тихеева (1837–1902) и его жены, воспитанницы Смольного института Авдотьи (Евдокии) Николаевны, урождённой Баталиной (1841–1919). И. И. Тихеев происходил из мещанского сословия, но благодаря своим талантам добился многого. Начав трудовую деятельность межевым инженером в Ковно, он затем продолжил службу чиновником в Тифлисе. В начале 90-х годов И. И. Тихеев был переведен в Петербург, где в чине тайного советника занимал должность директора Департамента государственных земельных имуществ.
В 1885 году Лидия Тихеева с золотой медалью окончила Тифлисскую женскую гимназию. Вслед за этим вместе с сестрой Елизаветой Тихеевой стала обучать детей в бесплатной начальной школе, открытой их отцом вблизи Тифлиса. Здесь же, в Тифлисе Лидия Ивановна организовала ещё и воскресную школу, где сама преподавала.
В 1891 году в связи с переводом отца в столицу вся семья оказалась в Петербурге. Уже на следующий год Лидия Ивановна возглавила собственную частную школу 3-го разряда на Ивановской ул., д. 20. Одновременно она активно участвовала в деятельности методического и библиографического кружков Педагогического музея военно-учебных заведений, располагавшегося в Соляном городке (наб. Фонтанки, д. 10).
В 1905 году в судьбе Лидии Ивановны произошли значительные изменения. В возрасте 37 лет она поступила в Санкт-Петербургский женский медицинский институт. Предметом её особых интересов закономерно стала педиатрия. Всё свободное время Лидия Ивановна проводила в клинике детских болезней, которой руководил заведующий кафедрой педиатрии профессор Д. А. Соколов, а одним из ассистентов работал В. О. Мочан. Окончив с отличием в 1911 году институт и получив звание лекаря, Лидия Ивановна для дальнейшего совершенствования была оставлена при кафедре Д. А. Соколова. В 1912 году под фамилией Чулицкая (брак со статским советником  В. М. Чулицким был заключён в 1911 году) она успешно выдержала цензовые экзамены на звание доктора медицины.
В первые годы после окончания института Л. И. Чулицкая вела приемы как частнопрактикующий врач-педиатр  и одновременно в должности товарища председателя Петербургского Родительского кружка занималась разработкой программ воспитания и обучения дошкольников. Родительский кружок располагал собственным детским садом, воскресной школой и летней колонией. Здесь  Лидия Ивановна исполняла обязанности врача, проводила  научные наблюдения, внедряла свои педологические проекты.
После начала Первой мировой войны, не оставляя своей деятельности в Родительском кружке, Лидия Ивановна стала старшим врачом в одном из столичных армейских госпиталей.
Творческая активность Л. И. Чулицкой значительно возросла с победой в России Октябрьской революции. В 1918 году по инициативе Наркомпроса РСФСР Лидия Ивановна возглавила санитарно-педагогической отдел управления дошкольными учреждениями и управление Детскосельскими трудовыми колониями.
В том же 1918 году Л. И. Чулицкая заняла должность профессора Педагогического института дошкольного образования, открывшегося на Казанской ул. д. 3, где вместе с сестрой Е. И. Тихеевой стала членом правления музея «Дошкольная жизнь ребенка»  и возглавила отдел физического воспитания.
В 1919 году директор высших курсов имени П. Ф. Лесгафта профессор С. А. Острогорский пригласил Лидию Ивановну преподавателем кафедры анатомо-физиологических особенностей и гигиены детского возраста. После преобразования курсов в Институт физического образования имени П. Ф. Лесгафта, в 1924 году Лилия Ивановна была избрана профессором кафедры соматической педологии, которой заведовала до конца своей жизни.
В январе 1925 года в Ленинграде был открыт Научно-практический институт Охраны материнства и младенчества. Оставив за собой лишь должность руководителя кафедрой в институте им. Лесгафта, Лидия Ивановна перешла на работу в новое научное учреждение. Она была приглашена на должность одного из научных руководителей института и одновременно возглавила в нем педологическое отделение. С организацией же в институте кафедры педологии, профессор Л. И. Чулицкая стала её заведующей. Она оставалась на этом посту и после того, как в 1935 году институт был реформирован в учебный педиатрический медицинский институт. 

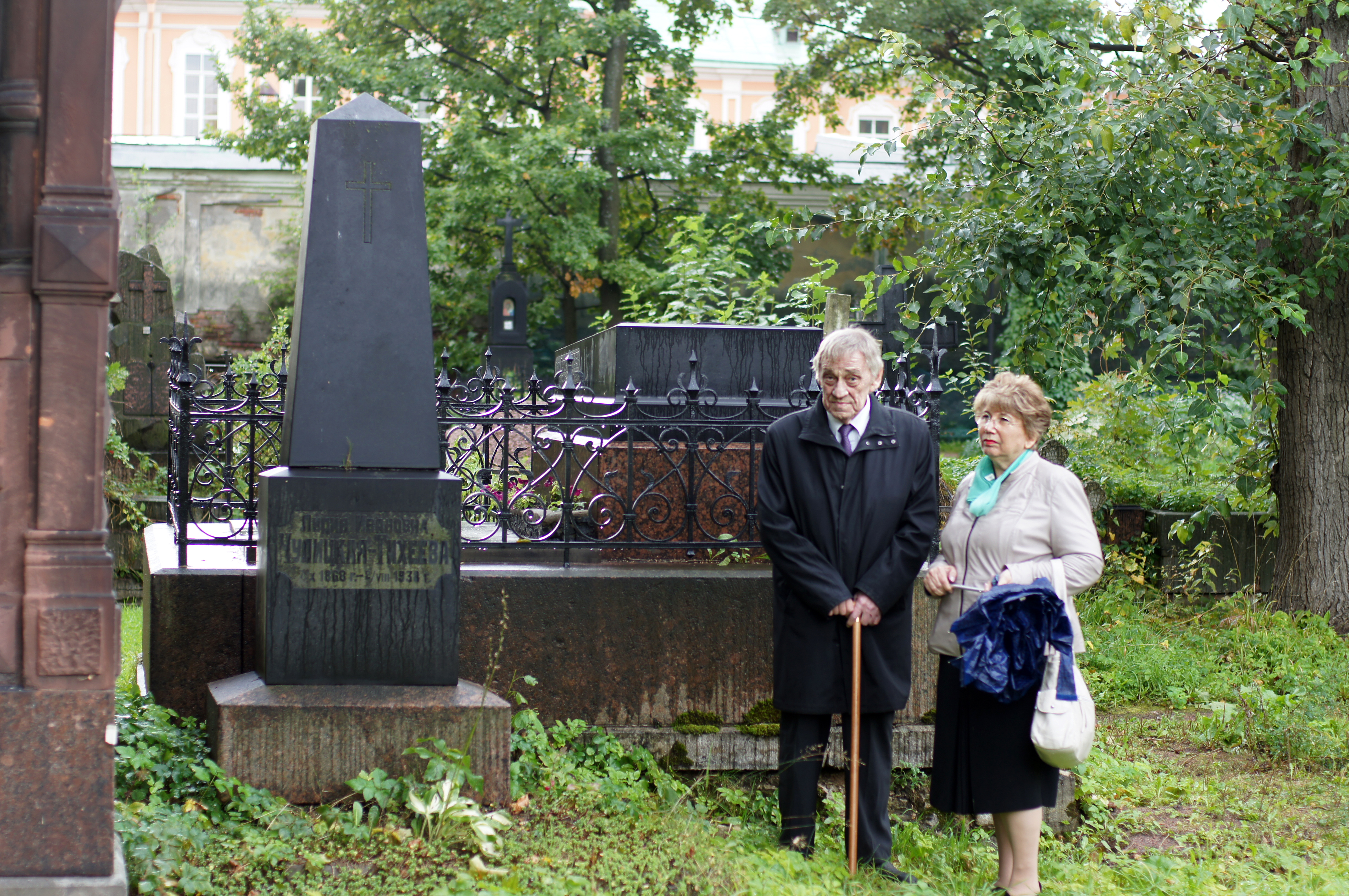
Профессор кафедры детских болезней ВМА Николай Павлович Шабалов и профессор СПбГПМУ Галина Львовна Микиртичан у могилы проф. Л. И. Чулицкой. 14 сентября 2018 г.

Профессор Лидия Ивановна Чулицкая скончалась 2 августа 1938 года в возрасте 69 лет после тяжёлой и продолжительной болезни и была похоронена рядом с родителями на Никольском кладбище Александро-Невской лавры.

## Семья
- Муж — Владимир Михайлович Чулицкий — статский советник, ревизор департамента военной и морской отчётности[10]. Редактор энциклопедии общественного воспитания, Секретарь союза ревнителей русского слова[11]. Брак с Л. И. Тихеевой для В. М. Чулицкого был вторым (первая жена — Надежда Петровна Чулицкая) и продолжался с 1911 по 1918 гг. C 1918 года информацию о В. М. Чулицком обнаружить не удалось.
- Сестра — Елизавета Ивановна Тихеева (1867 – 1943) — российский и советский педагог, специалист по дошкольному воспитанию детей, руководитель опытного детского сада при Ленинградском педагогическом институте им. А. И. Герцена. Сотрудник Ленинградского педиатрического медицинского института.
- Сестра — София Ивановна Пфейфер — закончила Консерваторию, увлекалась естественными науками, заведовала кабинетом педиатрии и гигиены при Ленинградском педиатрическом медицинском институте.

## Научный вклад
- Впервые вопросы гигиены, физической культуры, воспитания ребёнка первых лет жизни и дошкольного возраста Л. И. Чулицкая стала разрабатывать в строгом соответствии с анатомо-физиологическими особенностями развития детей. Опираясь на эти данные,  она определила гигиенические нормы воспитания и обучения и ввела эти нормы в практику детского сада.
- Особое внимания Лидия Ивановна уделяла изучению закономерностей физического развития детей раннего возраста. В педиатрической практике широкое применение нашли оценочные индексы, предложенные Л. И. Чулицкой: «индекс Чулицкой упитанности»[12] и «индекс Чулицкой пропорциональности»[13].
- Большой популярностью пользовалась монография Л. И. Чулицкой «Гигиена детей дошкольного возраста»[14], которая переиздавалась даже спустя 10 лет после её смерти.

## Печатные работы
Л. И. Чулицкой написано свыше 50 научных работ по вопросам гигиены, закаливания, об особенностях детей дошкольного возраста:
- Соловьева Е. Е., Тихеева Е. И., Чулицкая Л. И. Методические указания к азбуке "Русская грамота", составленной по системе американской школы. — СПб.: Н. Фену и К°, 1910. — 30 с.
- Чулицкая Л. И. Уход за душевным здоровьем ребенка в первые годы детства. — Воспитание и обучение, 1914, № 4. — 65-76 с.
- Чулицкая Л. И. Пищевой режим детей. — Воспитание и обучение, 1914, № 6, № 7. — 161-174; 193-295 с.
- Чулицкая Л. И. Охрана материнства. — Воспитание и обучение, 1914, № 12. — 353-366 с.
- Соловьева Е. Е., Тихеева Е. И., Чулицкая Л. И. Чтение после азбуки : (Система американской школы). - 4-е изд., испр. и доп. — Петроград: Учпедгиз, 1916. — 172 с. — (приспособл. для школ).
- Морозова М. Я., Тихеева Е. И., Чулицкая Л. И. Современный детский сад, его значение и оборудование. - 3-е изд. — Петроград: Гос. изд-во, 1919. — 208 с. — (Кн. для детей: Указ. ст. о дошк. воспитании, помещ. в пед. журн. за 1912-1918 гг.).
- Чулицкая Л. И. Основные задачи физической культуры ребенка дошкольного возраста. — Петроград: Начатки знаний, 1922. — 31 с.
- Чулицкая Л. И. Дошкольный возраст и его особенности. — М.: Мир, 1923. — 96 с. — (Пед. студия).
- Чулицкая Л. И. Гигиена детского сада. — Петроград: Начатки знаний, 1923. — 102 с. — (Пед. библиотека).
- Соловьева Е. Е., Тихеева Е. И., Чулицкая Л. И. Русская грамота : Чтение после азбуки.  С упражнениями по развитию речи : Ил. многочисл. рис. и снимками с картин худ. — Петроград: Гос. изд., 1923. — 150 с.
- Чулицкая Л. И. Биологические особенности дошкольного возраста и системы Монтессори. /  в книге: Пересмотр основ педагогики Монтессори. — Л., 1924. — 105 с.
- Морозова М. Я., Чулицкая Л. И. Игры в дошкольном возрасте. — Л.: Начатки занятий, 1924. — 69 с.
- Соловьева Е. Е., Тихеева Е. И., Чулицкая Л. И. Русская грамота : Азбука. — М.: Гос. изд., 1924. — 104 с. — (Учеб. пособия для школ I и II ступени).
- Чулицкая Л. И. Подвижные игры для детей дошкольного возраста. — Л.: Гос. изд., 1925. — 48 с.
- Чулицкая Л. И. Физическая культура ребенка дошкольного возраста. — М., Л.: Гос. изд., 1925. — 164 с. — (Б-ка педагога).
- Чулицкая Л. И. Воспитание ребенка до 3-х лет. — Л.: Прибой, 1926. — 37 с.
- Соловьева Е. Е., Тихеева Е. И., Чулицкая Л. И. Русская грамота : Букварь. - 3-е изд. — М., Л.: Гос. изд., 1926. — 78 с. — (Учеб. пособия для школ I и II ступени).
- Вопросы педологии младенческого возраста : Сборник статей / Под ред. проф. Л. И. Чулицкой; Науч. практич. ин-т охраны материнства и младенчества. — Л., 1929. — 143 с.
- Чулицкая Л. И. Элементарная гигиена. — М., Л.: Гос. изд-во, 1929. — 38 с. — (Учебники и учебные пособия для трудовой школы).
- Чулицкая Л. И. Ошибки воспитания. — Л.: Огиз - Гос. мед. изд-во, 1931. — 108 с. — (Библиотека "Гигиена и здоровье").
- Чулицкая Л. И. Домашняя жизнь учащегося ребенка. 2-е изд.. — Л.: изд. и тип. изд-ва "Ленингр. правда", 1931. — 38 с. — (Библиотечка журнала "Работница и крестьянка" ; Вып. 4).
- Чулицкая Л. И. Гигиена дошкольного возраста : Пособие для дошкольных работников. — М., Л.: Гос. учеб.-пед. изд-во, 1936. — 144 с.
- Чулицкая Л. И. Гигиена дошкольного возраста : Допущено Упр. по дошкол. воспитанию НКП РСФСР в качестве пособия для дошкол. педучилищ. - 2-е изд., испр. и доп. — Л.: Учпедгиз, 1940. — 160 с.
- Чулицкая Л. И. Гигиена дошкольного возраста : Учеб. пособие для дошкольных пед. училищ и воспитателей дет. садов / Под ред. Г.М. Краковяк. - 3-е изд., испр. и доп. — М., Л.: Учпедгиз, 1948. — 184 с.

## Адреса в Петербурге (Ленинграде)
- До замужества Л. И. Чулицкая проживала в Дмитровском пер., д. 4.
- С 1911 года, выйдя замуж, переехала на Подъяческую ул., д. 7, откуда на Торговую ул., д. 15.
- Последний адрес — 8-я Рождественская ул. (с 1924 года - 8-я Советская), д. 48.